# إجازة سنوية

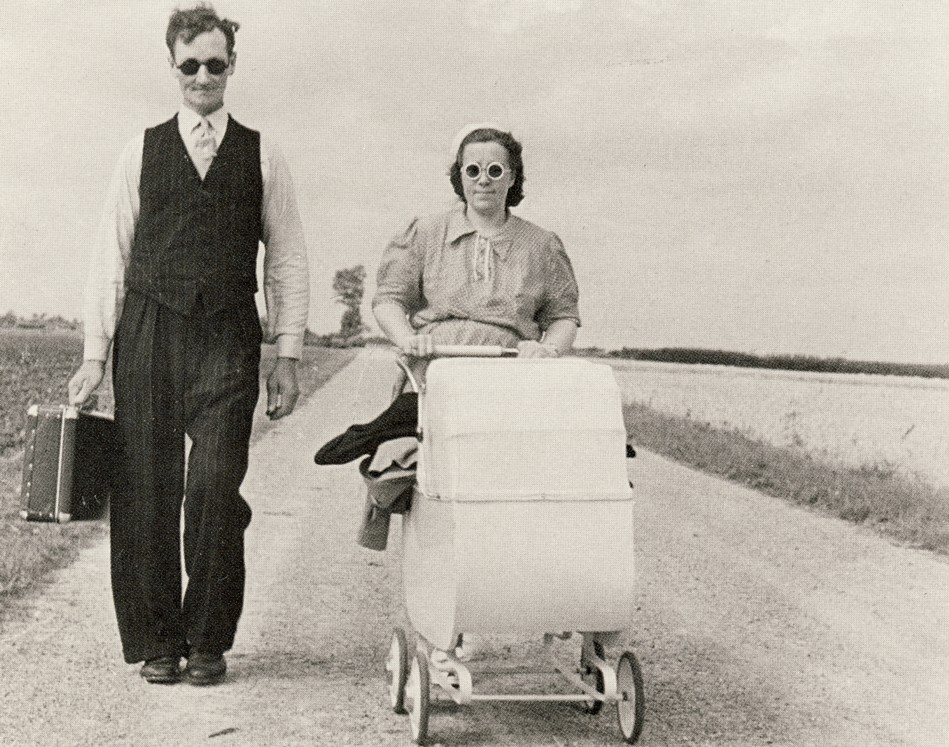

الإجازة السنوية، هي إجازة مدفوعة الأجر تُمنح للموظف لاستخدامها حسب رغبته. تختلف مدة الإجازة السنوية حسب السياسات التي يتبعها صاحب العمل، وقد يتطلب الأمر أن يعطي الموظف إشعاراً قبل مدة معينة من فترة الإجازة، كما قد يتطلب الأمر التنسيق مع موظفٍ آخر للوفاء بمتطلبات العمل خلال فترة الغياب.
تخصص العديد من الدول اليوم حداً أدنى من الإجازة السنوية مدفوعة الأجر بموجب القانون، وتعتبر الولايات المتحدة استثناءً بارزاً حيث لا تحدد حداً أدنى من الإجازة مدفوعة الأجر.

## الإجازات
| الدولة                                                        | الإجازة المدفوعة (أسبوع عمل-خمسة أيام) |
| ------------------------------------------------------------- | -------------------------------------- |
| بولندا                                                        | 20 إلى 26                              |
| المملكة المتحدة                                               | 20                                     |
| أستراليا                                                      | 20                                     |
| النمسا                                                        | 25                                     |
| الدنمارك                                                      | 25                                     |
| فرنسا                                                         | 25                                     |
| السويد                                                        | 25                                     |
| إسبانيا                                                       | 22                                     |
| فنلندا                                                        | 20                                     |
| ألمانيا                                                       | 20                                     |
| إيطاليا                                                       | 20                                     |
| هولندا                                                        | 20                                     |
| بلجيكا                                                        | 20                                     |
| كندا                                                          | 10                                     |
| اليابان                                                       | 20                                     |
| الأرجنتين                                                     | 10 إلى 20                              |
| الولايات المتحدة                                              | 0                                      |
| ملاحظة: الإجازة المدفوعة لا تشمل عطل الدولة الرسمية المدفوعة. |                                        |

تتّبع معظم الدول حول العالم قانون عملٍ ينصّ على وجوب أن يمنح أصحاب العمل عدداً معيناً من أيام الإجازة مدفوعة الأجر سنوياً للعمال. على سبيل المثال، تمنح جميع المقاطعات الكندية حوالي أسبوعين، وفي الاتحاد الأوروبي، يمكن للدول وضع حدّ أدنى من الإجازة السنوية مدفوعة الأجر، لكن يجب أن تكون 20 يوماً على الأقل (ولا تشمل الأعياد الوطنية. في أستراليا عدد أيام الإجازة السنوية هو 20 يوماً. ولا يشترط القانون الأمريكي على أرباب العمل منح أي إجازة أو عطلة ولا يحصل حوالي 25% من الموظفين على إجازة مدفوعة أو عطل مدفوعة الأجر.
بعض الدول (كإيطاليا والدنمارك) أو شركات معينة تحدد إجازة صيفية تعطى في فترات محددة فقط.
قوانين العمل في الأرجنتين مختلفة بين القطاع العام والقطاع الخاص. إذ يحصل موظفو القطاع العام على 21 يوماً مدفوعاً كحدٍ أدنى قد تصل إلى 45 يوماً (بما في ذلك العطل الرسمية وعطل نهاية الأسبوع)، أما موظفو القطاع الخاص فيحصلون على 14 يوماً مدفوعاً قد تصل إلى 28 يوماً (بما في ذلك العطل الرسمية والأسبوعية). وفي الحالتين يعتمد الأمر على عدد سنوات الخدمة.